# Товариство письменників детективного жанру Америки
Товариство письменників детективного жанру Америки (англ. Mystery Writers of America (MWA)) — організація письменників кримінального спрямування і детективної фантастики, що базується в Нью-Йорку. Її створили в 1946 році Клейтон Ровсон (Clayton Rawson), Ентоні Бучер, Лоренс Тріт (Lawrence Treat) і Бретт Голлідей (Brett Halliday).
Товариство щороку вручає премію Едгара — невеликий бюст Едгара По. Також вручається премія Ворона (англ. Raven Award) не письменникам, які зробили свій внесок у кримінальний жанр. Її часто оприлюднюють у контексті щорічної премії Едгара, іноді вона має по декілька переможців упродовж року, в окремі роки її не присуджували.

## Премія Grand Master
Це найвища відзнака, яку присуджує товариство. Премія визнає життєві досягнення та незмінну якість творів. Премія вручалася нерегулярно до 1978 року. З 1979 року до 2008 року вона вручалася одному письменнику щороку. З 2009 року щорічно відзначаються іноді аж три автори.
| Рік         | Переможець                             |
| 1950-і роки | 1950-і роки                            |
| ----------- | -------------------------------------- |
| 1955        | Агата Крісті                           |
| 1958        | Вінсент Старетт                        |
| 1959        | Рекс Стаут                             |
| 1960-і роки |                                        |
| 1961        | Еллері Квін                            |
| 1962        | Ерл Стенлі Ґарднер                     |
| 1963        | Джон Діксон Карр                       |
| 1964        | Джордж Гармон Кокс                     |
| 1966        | Жорж Сіменон                           |
| 1967        | Бейнард Кендрік                        |
| 1969        | Джон Крізі                             |
| 1970-і роки |                                        |
| 1970        | Джеймс Кейн                            |
| 1971        | Майнон Ебергарт                        |
| 1972        | Джон Д. Макдональд                     |
| 1973        | Джадсон Філіпс і Альфред Гічкок        |
| 1974        | Росс Макдональд                        |
| 1975        | Ерік Емблер                            |
| 1976        | Ґрем Ґрін                              |
| 1978        | Дороті Г'юз, Найо Марш, Дафна дю Мор'є |
| 1979        | Аарон Марк Стейн                       |
| 1980-і роки |                                        |
| 1980        | В. Р. Барнетт                          |
| 1981        | Стенлі Еллін                           |
| 1982        | Джуліан Саймонс                        |
| 1983        | Маргарет Міллар                        |
| 1984        | Джон Ле Карре                          |
| 1985        | Дороті Солсбері Девіс                  |
| 1986        | Ед Макбейн                             |
| 1987        | Майкл Гілберт                          |
| 1988        | Філліс Вітні                           |
| 1989        | Гілларі Во                             |
| 1990-і роки |                                        |
| 1990        | Гелен Макклой                          |
| 1991        | Тоні Гіллерман                         |
| 1992        | Елмор Леонард                          |
| 1993        | Дональд Вестлейк                       |
| 1994        | Лоуренс Блок                           |
| 1995        | Мікі Спіллейн                          |
| 1996        | Дік Френсіс                            |
| 1997        | Рут Ренделл                            |
| 1998        | Барбара Мерц                           |
| 1999        | Філліс Дороті Джеймс                   |
| 2000-і роки |                                        |
| 2000        | Мері Хіггінс Кларк                     |
| 2001        | Едвард Д. Гох                          |
| 2002        | Роберт Б. Паркер                       |
| 2003        | Айра Левін                             |
| 2004        | Джозеф Уембо                           |
| 2005        | Марсія Мюллер                          |
| 2006        | Стюарт Камінскі                        |
| 2007        | Стівен Кінг                            |
| 2008        | Білл Пронзіні                          |
| 2009        | Сью Графтон                            |
| 2010-і роки |                                        |
| 2010        | Дороті Джілман                         |
| 2011        | Сара Парецкі                           |
| 2012        | Марта Граймс                           |
| 2013        | Маргарет Марон і Кен Фолетт            |
| 2014        | Каролін Гарт і Роберт Крейс            |
| 2015        | Джеймс Еллрой і Лоїс Дункан            |
| 2016        | Волтер Мослі                           |
| 2017        | Еллен Гарт і Макс Аллан Коллінз        |
| 2018        | Вільям Лінк і Пітер Ловсі              |
| 2019        | Мартін Круз Сміт                       |
| 2020        | Барбара Нілі                           |
| 2021        | Джеффрі Дівер і Шарлен Гарріс          |